# Adorazione dei Magi (Cesare da Sesto)
L'Adorazione dei Magi è un dipinto di Cesare da Sesto, databile al 1516-1519 circa e conservato nel Museo nazionale di Capodimonte a Napoli.

## Storia
L'opera venne realizzata dal pittore lombardo durante il suo soggiorno a Messina, commissionata dalla Congrega di San Niccolò dei Gentiluomini per l'altare maggiore della loro chiesa. In seguito alle soppressioni di fine Settecento che riguardarono l'ordine gesuita, confluì nelle collezioni borboniche, venendo portata a Napoli ed esposta alla Quadreria del Palazzo di Capodimonte. In seguito fu anche al Real Museo nell'antico Palazzo degli Studi.

## Descrizione e stile
Davanti a un'architettura classica in rovina, tipico riferimento alla crisi del paganesimo, si svolge la scena dell'adorazione dei Magi che, memore degli sviluppi in area fiorentina (portati a Milano da Leonardo stesso, di cui Cesare fu seguace) è impostata con al centro la Sacra Famiglia, affiancata da due gruppi di figure a destra e a sinistra, con il corteo che arriva dal profondo, attraverso una strada ripida e scoscesa che scende da una rupe a sinistra.
L'opera fonde notevoli stimoli reperibili allora in Italia: lo sfumato di Leonardo, visibile nel gruppo della Madonna col Bambino e in varie teste di vecchio, il naturalismo lombardo, l'antico (l'architettura) e le novità protomanieriste del classicismo romano di Michelangelo e Raffaello (che Cesare aveva visto direttamente a Roma quando era stato al servizio di Giulio II), soprattutto nel gruppo di slanciati giovani a destra, colti in pose contorte e dall'accentuata muscolarità.
L'opera ebbe un notevole influsso per i pittori dell'Italia meridionale.